# アガサ・クリスティ
アガサ・メアリ・クラリッサ・クリスティ（Dame Agatha Mary Clarissa Christie、DBE、旧姓：ミラー（Miller）、1890年9月15日 - 1976年1月12日）は、イギリスの推理作家。66冊の探偵小説と14冊の短編集で知られ、発表された小説の多くは世界的なベストセラーとなり「ミステリーの女王」と呼ばれた。特に架空の探偵エルキュール・ポアロと ミス・マープルを主人公とする小説で有名である。メアリ・ウェストマコット（Mary Westmacott）名義の小説が6作品ある。
1971年、大英勲章第2位（DBE）に叙され「デイム・アガサ」となる。英国推理作家のクラブであるディテクションクラブの第4代会長。
ユネスコのインデックス・トランスラチオヌムによると、最も翻訳された作家である。小説『そして誰もいなくなった』は、約1億部を売り上げ、史上最も売れた本の一つである。戯曲『ねずみとり』は、演劇史上最長のロングラン記録を持っている。
日本語表記は「クリスティ」と「クリスティー」がある。

## 生涯

### 生い立ち
1890年、資産家の父フレデリック・アルヴァ・ミラー（1846年 - 1901年）と母クララ・ベーマー（1854年 - 1926年、イギリス陸軍士官の娘）の次女としてイギリス南西部のデヴォンシャーに生まれる。3人姉弟の末っ子で、10歳近く年の離れた姉と兄がいた。しかし姉マーガレット（1879年 - 1950年）は寄宿学校におり、長兄モンタント（1880年 - 1929年）はパブリックスクールを退校して軍に入隊していたために幼少期を共にする機会が少なく、もっぱら両親や使用人たちと過ごした。
父フレデリックはアメリカ人の事業家だったが商才に乏しく、祖父の残した遺産を投資家に預けて、自身は働かずに暮らしていた。母クララは父の従妹で、少々変わった価値観を持つ「変わり者」として知られていた。母の性格はアガサや家族の運命に少なからず影響を与えたが、フレデリックは奔放な妻を生涯愛し続け、アガサも母を尊敬し続けた。

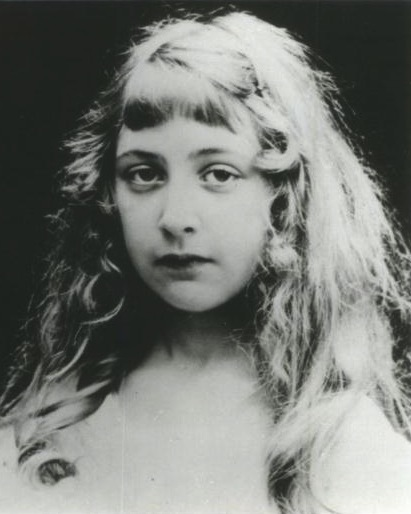
少女の頃のアガサ

### 少女時代
少女時代のアガサは兄や姉のように正規の学校で学ぶことを禁じられ、母から直接教育を受けた。母クララの教育に対する風変わりな信念は大きな影響を幼いアガサに与えた。例えばクララは「7歳になるまでは字が書けない方が良い」と信じており、アガサに字を教えなかった。それによりアガサは世間一般の子供より識字が遅く、父がこっそり手紙を書く手伝いをさせるまで満足に文字を書けなかった。変則的な教育は、字を覚えた後も独特の癖をアガサに残してしまい、現存している子供時代の手紙はスペルミスが非常に多い。
同年代の子供がパブリックスクールで教育を受けている間も、アガサは学校に入学することを許されなかった。同年代の友人のいないアガサは使用人やメイドと遊んだり、家の庭園で空想上の友人との一人遊びをしたりして過ごし、内気な少女に育っていった。一方で、父の書斎で様々な書籍を読みふけって過ごし、様々な事象に対する幅広い知識を得て、教養を深めることが出来た。
また、ある事情により一家が短期間フランスに移住した時、礼儀作法を教える私学校に入って演劇や音楽を学んだ。16歳のときにはオペラ歌手を目指してパリの音楽学校に入学したが、すぐに退学した。結局、母は最後まで正規の教育を受けることは許さなかったが、アガサ自身は自らが受けた教育について誇りを持っていたという。

### 小説家へ
父の破産と病死（1901年11月 死因は肺炎と腎臓病）、自身の結婚と離婚など様々な出来事を乗り越えながらも、アガサは小説家として執筆活動を続けていった。
1909年、自身初の長編小説『砂漠の雪』を書き、隣家の作家イーデン・フィルポッツの指導を受ける。私生活では1914年にアーチボルド・クリスティ大尉（1889年 - 1962年）と結婚し、1919年に娘ロザリンド・ヒックス（1919年 - 2004年）を出産する。第一次世界大戦中には薬剤師の助手として勤務し、そこで毒薬の知識を得る。
1920年、数々の出版社で不採用にされたのち、ようやく『スタイルズ荘の怪事件』を出版し、ミステリー作家としてデビューする。1926年に発表した『アクロイド殺し』における大胆なトリックと意外な真犯人を巡って、フェアかアンフェアかの大論争がミステリ・ファンの間で起き、一躍有名となる。また、この年には母が死去しており、アガサは謎の失踪事件を起こす。

### 失踪事件

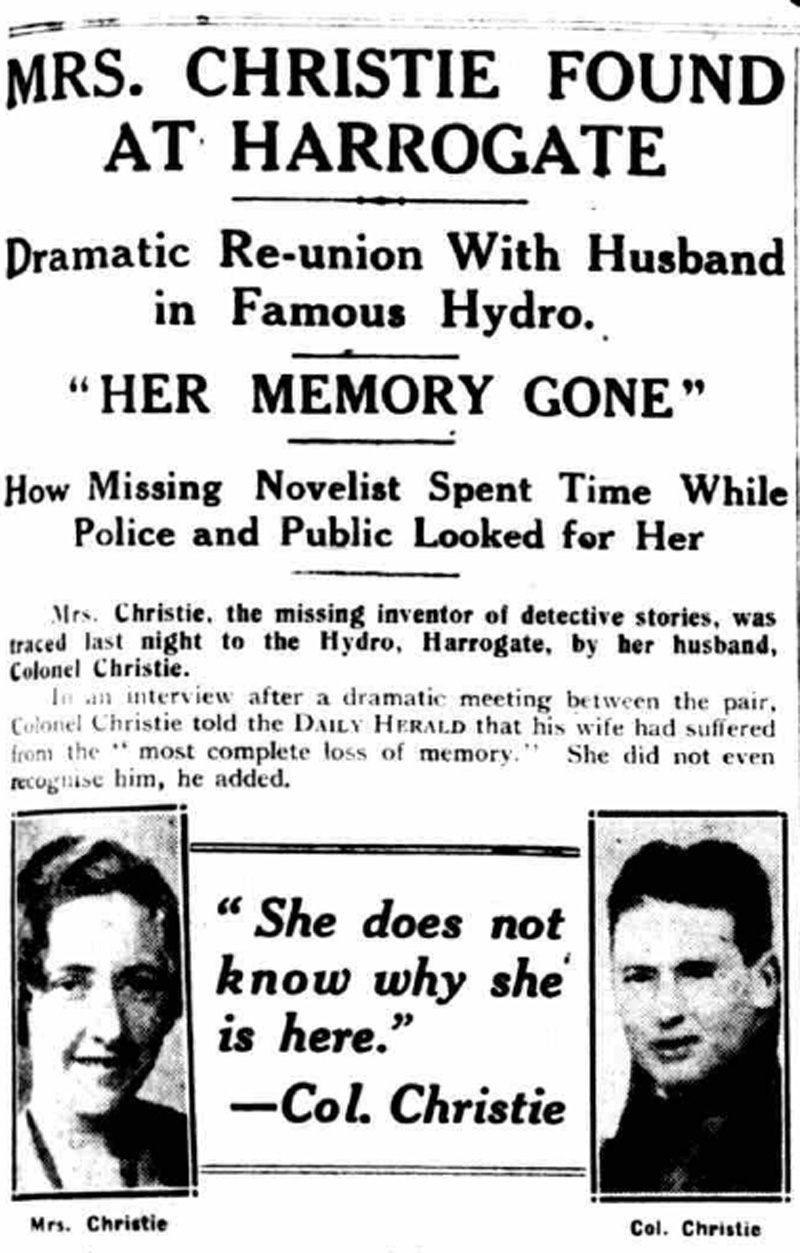
デーリー･ヘラルドは、1926年12月15日の紙面にて、ヨークシャーのSwan Hydropathic Hotelで発見されたことを伝えた。

アガサ・クリスティ失踪事件とは、ロンドン近郊の田園都市サニングデールに住んでいたアガサ・クリスティ（当時36歳）が1926年12月3日、自宅を出たまま行方不明となった事件を指す。警察は自発的な失踪として探す一方、事件に巻き込まれた可能性も視野に入れて捜査をした。後述のように、アガサと夫のアーチボルドは問題を抱えていたことからアーチボルドの犯行という推測も出た。
有名人の失踪、複雑な背景は結果として新聞の興味を掻き立て、報道により事件を知った大衆から多数の目撃情報が寄せられた。その検証のために大勢の人間が動いた。捜査機関を含む関係筋から動員されたのは、延べ人数で数千人に及んだとされる。マスコミの盛り上がりによりドロシー・L・セイヤーズやアーサー・コナン・ドイルもコメントを出した。
11日後、保養地のハロゲイトにあるホテルに別人名義（夫の愛人Nancy Neeleの名からテレサ・ニールの名）で宿泊していた彼女が家族の確認の上で保護されることで決着した。そのため、Agatha Eleven Missingと呼ばれる。
当時のアガサは、ロンドンの金融街で働いていた夫のアーチボルド、一人娘のロザリンド（当時7歳）と田舎の大邸宅で暮らしていた。休日にはアーチボルドはゴルフに熱中していたが、アガサはゴルフをしなかった。家事はメイドを雇い、執筆の仕事では秘書のシャーロットを住まわせていた（シャーロットはアガサの信頼を得て、長く彼女の側で勤めることになる）。
キャリアにおいては、『アクロイド殺し』（1926年）によりベストセラー作家の仲間入りを果たす一方で、事件の前には最愛の母親を亡くし、また夫には恋人がいた事実に傷つけられていた。事件の起きた日、アガサは住み込みのメイドに行き先は告げずに外出すると伝え、当時は珍しかった自動車を自ら運転して一人で出かけている。その際に彼女は秘書のシャーロットと夫に手紙を残している。
なぜ失踪したのかについては諸説あり、伝記作家の間でもこの件については、心身が耗弱していた、意図的な行動であった等、意見が分かれているが、自伝では事件について触れていない。しかし、事件の結果としてマスコミや世間の好奇の対象とされたアガサが心に傷を負った点、そしてこれ以降の彼女の内面世界が徐々に変化を見せた点に関しては諸説一致している。
この失踪事件を題材に、独自の解釈でアガサ・クリスティをめぐる人間模様を描いた映画『アガサ 愛の失踪事件』が1979年に公開された。

### 再婚とその後の人生
1928年にアーチボルドと離婚するが、1930年の中東旅行で出会った、14歳年下の考古学者のマックス・マローワン（1904年5月6日 - 1978年8月19日）とその年の9月11日に再婚する。この結婚について「クリスティはなぜ彼と結婚したかと問われて『だって考古学者なら、古いものほど価値を見出してくれるから』と答えた」という逸話がある。一説によるとそれは誰かが流した心ないジョークで、アガサはジョークの作者を殺してやるといきまいていたとも言われるが（ハヤカワ・ミステリの解説より）、孫のマシュー・プリチャードはアガサ自身が冗談めかしてこのように語ったとしている（『オリエント急行殺人事件』DVD特典インタビューより）。
1943年に『カーテン』および『スリーピング・マーダー』を執筆。死後出版の契約を結ぶ。私生活では孫マシュー・プリチャードが誕生している。
1973年に『運命の裏木戸』を発表。これが最後に執筆されたミステリー作品となった。

### 死去

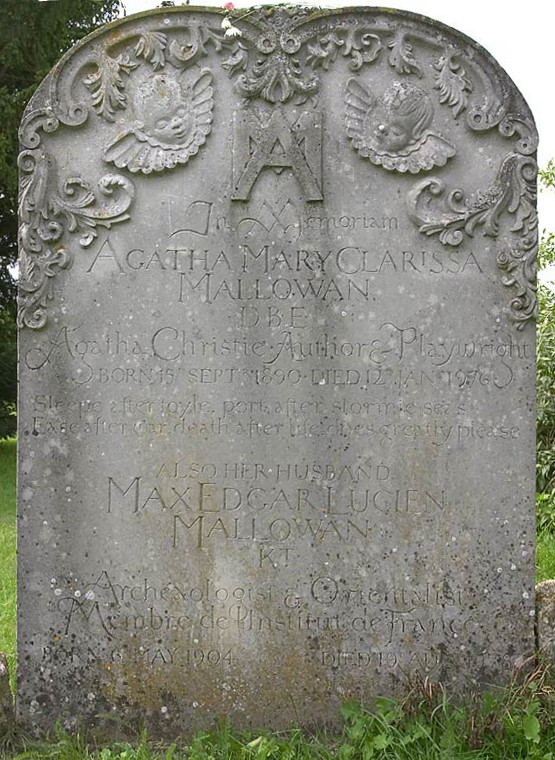
アガサ・クリスティの墓標
オックスフォードシャーのチョルシーにあるセント・メアリ教会にて。

1976年1月12日、静養先のイギリス、ウォリングフォードの自宅で、高齢のため風邪をこじらせ死去（満85歳没）。死後『スリーピング・マーダー』が発表される。遺骸は、イギリスのチョルシーにあるセント・メアリ教会の墓地に埋葬された。

### 略歴

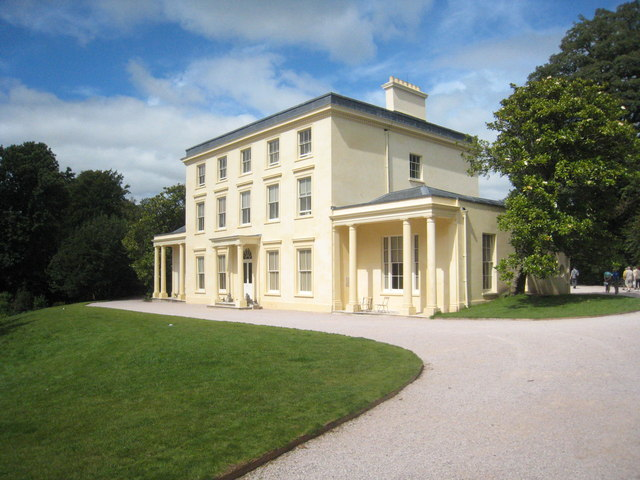
グリーンウェイ・ハウス

- 1890年9月15日 イギリスの保養地デヴォンシャーのトーキーにて、フレデリック・アルヴァ・ミラーと妻クララの次女、アガサ・メアリ・クラリッサ・ミラーとして生まれる。正規の学校教育は受けず母から教育を受ける。
- 1901年 父が死去。この頃から詩や短編小説を投稿し始める。なお、詩や小説を書くことになった理由は、インフルエンザにかかった際、読む本がなかったからだという。
- 1909年 自身初の長編小説『砂漠の雪』を書き、作家イーデン・フィルポッツの指導を受ける。
- 1914年 アーチボルド・クリスティ大尉と結婚。第一次世界大戦中には薬剤師の助手として勤務し、そこで毒薬の知識を得る。
- 1919年 娘ロザリンド・ヒックスが誕生。
- 1920年 数々の出版社で不採用にされたのち、ようやく『スタイルズ荘の怪事件』を出版、ミステリー作家としてデビューする。
- 1924年 『茶色の服の男』で初めてまとまった収入を得る。サニングデールに家を買い「スタイルズ荘」と命名する。
- 1926年 『アクロイド殺し』を発表。大胆なトリックと意外な真犯人をめぐって、フェアかアンフェアかの大論争がミステリー・ファンの間で起き、一躍有名に。また、母が死去する。この年アガサは謎の失踪事件を起こす。
- 1927年 スタイルズ荘を売却する。
- 1928年 アーチボルドと離婚。アーチボルドは愛人と再婚。
- 1930年 中東に旅行した折に、14歳年下の考古学者のマックス・マローワン（1904年5月6日 - 1978年8月19日）と出会い、9月11日再婚する。
- 1933年 夫とともにエジプトへ旅行。道中で乗船したナイル川のクルーズ船に触発され、旅行から4年後に『ナイルに死す』を上梓[12]。
- 1938年 グリーンウェイの別荘（英語版）を購入。以後、毎年夏の休暇をここで過ごす。
- 1943年 『カーテン』および『スリーピング・マーダー』を執筆。死後出版の契約を結ぶ。孫マシュー・プリチャードが誕生。
- 1952年 書き下ろしの戯曲『ねずみとり』の世界最長ロングラン公演（1952年11月25日 - ）始まる。
- 1955年 MWA賞巨匠賞 受賞。
- 1956年 大英勲章第3位（CBE）叙勲。
- 1971年 大英勲章第2位（DBE）叙勲。
- 1973年 『運命の裏木戸（英語版）』を発表。最後に執筆されたミステリ作品となる。
- 1975年 『カーテン』の発表を許可する。
- 1976年1月12日 高齢のため風邪をこじらせ静養先のイギリス、ウォリングフォードの自宅で死去。死後『スリーピング・マーダー』が発表される。遺骸は、イギリスのチョルシーにあるセント・メアリ教会の墓地に埋葬された。
- 2009年には『犬のボール』など未発表短編2篇が発見され、アイデアを書き留めた創作ノート『アガサ・クリスティの秘密ノート（英語版）（上・下）』とともに公刊された。

## 作品
1920年のデビューから85歳で亡くなるまで長編小説66作、中短編を156作、戯曲15作、メアリ・ウェストマコット (Mary Westmacott) 名義の小説6作、アガサ・クリスティ・マローワン名義の作品2作、その他3作を執筆。ほとんどが生前に発表されている。中でも『アクロイド殺し』（1926年）・『オリエント急行の殺人』（1934年）・『ABC殺人事件』（1936年）・『そして誰もいなくなった』（1939年）等は世紀をまたいで版を重ねており、世界的知名度も高い。また生前中に刊行されなかった作品や死後に見つかった未発表作、小説作品の戯曲化、あるいはその逆など細かい物を含めればまだ数点増える。
推理の謎解きをするエルキュール・ポアロ、ミス・マープル、トミーとタペンスといった名探偵の産みの親でもある。

### 小説

#### エルキュール・ポアロとミス・マープル
1920年に発表された処女作『スタイルズ荘の怪事件』で初登場した、探偵エルキュール・ポアロは、長編33作と50以上の短編に登場する。しかしアガサは、長年の間にポアロに愛想を尽かしてしまう。1930年代の終わりには、アガサは日記にポアロを「我慢できない」と書き、1960年代には「自分勝手な変人」だと感じていた。
ミス・ジェーン・マープルは、1927年12月から発表された一連の短編（短編集『火曜クラブ』に収録）で登場する。マープルは上品な年配の独身女性で、イギリスの村の生活になぞらえて事件を解決する。「ミス・マープルは決して私の祖母を描いたものではありません。彼女は私の祖母よりもずっと気難しく、オールド・ミス的でした」とアガサは語っているが、彼女の自伝は、この架空の人物とアガサの継祖母マーガレット・ミラー（「グラニーおばさん」）および彼女の「イーリング取り巻き」達との間にしっかりした関係があるとしている。マープルもミラーも、「誰に対しても、何に対しても、常に最悪の事態を想定し、それが恐ろしいほどの正確さで、たいてい正しいことが証明されるのである」。マープルは12の長編と20の短編に登場する。
第二次世界大戦中、アガサはポアロとミス・マープルをそれぞれ主人公とする『カーテン』と『スリーピング・マーダー』という2つの小説を書いた。この2冊の本は銀行の金庫に封印され、彼女は娘とその夫に贈与証書によって著作権を譲り渡し、それぞれに一種の保険をかけたのである。アガサは1974年に心臓発作と深刻な転倒に見舞われ、その後執筆することができなくなった。彼女の娘は1975年に『カーテン』の出版を許可し、『スリーピング・マーダー』はアガサの死後1976年に出版された。これらの出版は、1974年の映画版『オリエント急行殺人事件』の成功に続くものであった。
『カーテン』の出版直前、ポアロはニューヨークタイムズ紙に訃報を載せた最初の架空の人物となり、1975年8月6日の1面に掲載された
。
アガサはポアロとミス・マープルが同時に登場する小説を書いたことはない。2008年に発見・公開された録音で、アガサはその理由を明かしている。「エルキュール・ポアロは完全なエゴイストで、年配の独身女性に仕事を教わったり、提案されたりするのは好きではない。プロの探偵であるエルキュール・ポアロは、ミス・マープルの世界ではまったくくつろげないだろう」。
2013年、クリスティ家はイギリスの作家ソフィー・ハナが書いた新しいポアロもの『The Monogram Murders』（モノグラム殺人事件）の公開を支援した。ハナはその後、2016年に『Closed Casket』（閉じた棺）、2018年に『The Mystery of Three Quarters』（スリークォーターの謎）、2020年に『The Killings at Kingfisher Hill』（キングフィッシャーヒルの殺人）、2023年に『Hercule Poirot's Silent Night Mystery』（エルキュール・ポアロのきよしこの夜）の4つのポアロものを出版した。

#### その他の探偵
ポアロとマープルに加えて、アガサは素人探偵トミーとタペンス（トマス・ベレスフォードとその妻プルーデンス・タペンス（旧姓カウリー））を創作し、1922年から1974年の間に4冊の小説と1冊の短編集に登場させている。他の探偵とは異なり、ベレスフォード夫妻は『秘密機関』で登場した時点ではまだ20代前半であり、作者と同じように年を取ることができた。アガサは、彼らの物語を軽いタッチで扱い、批評家たちがこぞって賞賛するような「ダッシュと勢い」を与えた。彼らの最後の冒険である『運命の裏木戸』はアガサの最後の小説となった。
ハーリ・クィンは、アガサの架空の探偵の中で「最も異例な存在」であった。アガサが「ハーレクイン・ナード」（イギリスの喜劇のジャンル）の人物に愛着を抱いていたこともあり、半超能力者のクィンはいつもサタースウェイトという年老いた凡人と行動を共にする。この二人は14の短編に登場し、そのうちの12編は1930年に短編集『謎のクィン氏』に収録された。マローワンは、これらの物語を「空想的な脈絡のある検出、おとぎ話に触れる、アガサの特異な想像力の自然な産物」と評した。また、サタースウェイトは小説『三幕の殺人』や短編集『死人の鏡』にも登場するが、これらはいずれもポアロが主人公である。
また、あまり知られていないキャラクターとして、退職した公務員で、型破りな方法で不幸な人々を援助するパーカー・パインがいる。彼が登場する短編集『パーカー・パイン登場』（1934年）は、「アガサ・クリスティの愉快で風刺的な自画像」であるアリアドネ・オリヴァ（オリヴァ夫人）が登場する『退屈している軍人の事件』で最もよく記憶されている。その後数十年にわたりオリヴァは7つの小説に再登場する。そのほとんどで、彼女はポアロに意見を述べる役割を担っている。

### 戯曲
1928年、マイケル・モートンは『アクロイド殺し』を『アリバイ』というタイトルで舞台化した。この作品はそれなりに上演されたが、アガサは自分の作品に加えられた変更を嫌い、将来的には自分で劇場のために書くことにする。最初の舞台作品は『ブラック・コーヒー』で、1930年末にウェストエンドで公開され、好評を博した。1943年に『そして誰もいなくなった』、1945年に『死との約束』、1951年に『ホロー荘の殺人』を発表した。
1950年代には、「演劇は...アガサの関心の多くを占めていた」。彼女は次に、ラジオの短編劇を『ねずみとり』に改作し、1952年にピーター・サンダースの演出でリチャード・アッテンボローがオリジナルのトロッター部長を演じてウェストエンドで初演された。この作品に対する彼女の期待は高くはなく、8か月以上は上演されないだろうと考えていた。『ねずみとり』は、2018年9月に27,500回目の公演を行い、世界で最も長く上演されている演劇として演劇の歴史に長く刻まれている。新型コロナウイルスの流行によりイギリスのすべての劇場が閉鎖した2020年3月に一時的に閉演し、2021年5月17日に再オープンした。
1953年に発表した『検察側の証人』は、ブロードウェイ公演で1954年のニューヨーク演劇批評家協会の最優秀外国作品賞を受賞し、アガサはアメリカ探偵作家クラブのエドガー賞を受賞した。女優マーガレット・ロックウッドの依頼で書いたオリジナル作品『蜘蛛の巣』は、1954年にウェストエンドで初演され、これもヒットとなった。アガサはロンドンで3本の戯曲を同時に上演した最初の女性劇作家となった。『ねずみとり』、『検察側の証人』、『蜘蛛の巣』である。彼女は「劇は本よりもずっと書きやすい。なぜなら、心の目で見ることができるし、本の中でひどく詰まって、何が起こっているのかに取りかかるのを止めてしまうような、あらゆる描写に妨げられることがないからだ」と述べた。娘に宛てた手紙の中で、アガサは劇作家であることは「とても楽しい！」と述べている。

### メアリー・ウェストマコット名義の作品
アガサはメアリー・ウェストマコットというペンネームで6冊の小説を発表した。このペンネームは、彼女に「最も私的で貴重な想像の庭」を自由に探索させるものだった。これらの本は、一般的に彼女の探偵小説やスリラー小説よりも良い評価を受けた。1930年に出版された最初の『愛の旋律（英語: Giant's Bread）』について、ニューヨーク・タイムズの批評家は、「...彼女の本は、現在の小説の平均をはるかに超えており、実際、『良い本』の分類の下に十分に来る。そして、その称号を名乗れるのは、満足のいく小説だけである。」と書いている。「メアリー・ウェストマコット」が有名な作家のペンネームであることは当初から公表されていたが、ペンネームの背後にある正体は秘密にされていた。『愛の旋律』のブックカバーには、著者が以前に「本名で...半ダースの本を書き、それぞれ売上3万部を超えている」と記載されている（これは間違いではないのだが、控えめな表現でアガサの正体を隠している。『愛の旋律』の出版までに、アガサは10冊の小説と2冊の短編集を出版しており、いずれも3万部をかなり超えていた。）。ウェストマコット名義の最初の4作を執筆したのがアガサであることを1949年にジャーナリストによって明らかにされた後も、彼女は1956年までにさらに2作を執筆した。
他のウェストマコット名義の作品は、『未完の肖像（英語: Unfinished Portrait）』（1934）、『春にして君を離れ』（1944）、『暗い抱擁』（1948）、『娘は娘（英語: A Daughter's a Daughter）』（1952）、『愛の重さ』（1956）である。

### ノンフィクション
アガサはノンフィクションをほとんど発表していない。考古学の発掘作業を描いた『さあ、あなたの暮らしぶりを話して』は、マローワンとの生活から描かれたものである。『The Grand Tour: Around the World with the Queen of Mystery』は1922年に南アフリカ、オーストラリア、ニュージーランド、カナダを含む大英帝国を旅行した際の書簡を集めたものである。彼女の死後1977年に出版された『アガサ・クリスティー自伝』は、1978年のエドガー賞で最優秀批評家・伝記作品賞を受賞した。

## 作品評
アガサの推理小説は旅から生まれた（とりわけ離婚後のオリエント急行でのイスタンブールやバグダードへの一人旅は大きな影響を与えたといわれている）。
アガサの推理小説の魅力は、殺人のトリックの奇抜さと併せ、旅から得た様々な知識が背景描写に使われていることとされる。オリエント急行でのイスタンブール行きは、38歳の離婚後、友人の家に招待されたときに聞いた話がきっかけとなった。1928年10月のことである。
初期の作品は、『ビッグ4』や『秘密機関』など国際情勢をテーマにした作品があったり、ドイツや日本が関係する作品があったりするなど国際情勢に関する話が多い。冷戦時代はソ連のスパイも話題に上っている。
そのファンからなるアガサ・クリスティ協会によると、彼女の作品は英語圏を越えて、全世界で10億部以上出版されている。聖書とシェイクスピアの次によく読まれているという説もあり、ユネスコの文化統計年鑑（1993年）では「最高頻度で翻訳された著者」のトップに位置している。ギネスブックは「史上最高のベストセラー作家」に認定している。日本でも早くから紹介され、早川書房はクリスティー文庫としてほぼ全ての作品を翻訳している。
アガサが作品を発表した20世紀初めのイギリスは、保守的な風潮が世間に残っており、トリックに対するフェア・アンフェア論争が起こったり、犯人の正体がモラルの面から批判の的になったりするなど是非が論じられていた。同時にラジオや映画といったメディアが発達していたことで、作品が広く知られることにもつながった。アガサは人見知りの傾向を持ち、失踪事件（1926年）でマスコミの餌食とされたこともあり、意識的に表舞台から離れるようになったが、これが神秘的なミステリーの女王伝説につながっていった面がある。

## 作品に登場する主な探偵
- エルキュール・ポアロ（相棒としてアーサー・ヘイスティングズ、協力関係者としてジェームス・ハロルド・ジャップ）
- ミス・ジェーン・マープル
- パーカー・パイン
- ハーリ・クィン（レギュラーとしてサタースウェイト）
- バトル警視
- トミーとタペンス

## 関連人物
探偵小説の黄金時代を築いた中で、アガサ・クリスティを含めて、ナイオ・マーシュ、マージェリー・アリンガム、ドロシー・L・セイヤーズの4人は、queens of crime と称される。
アガサ・クリスティとイギリス空軍士官（のちに法廷弁護士）アーチボルド・クリスティとの間にできた一人娘ロザリンド・ヒックスは、『娘は娘』に登場する主人公のモデルで著作権を相続しているが、母と娘の関係・自身のプライベート・母の再婚など複雑な思いが投影される『娘は娘』の劇場化などに積極的になれなかった。